# Danh sách phim điện ảnh Hàn Quốc năm 1955
Đây là danh sách phim được sản xuất tại Hàn Quốc vào năm 1955.
| Phát hành   | Tên tiếng Anh              | Tên tiếng Hàn | Đạo diễn        | Diễn viên | Thể loại                                   | Ghi chú |
| ----------- | -------------------------- | ------------- | --------------- | --------- | ------------------------------------------ | ------- |
| 1955        |                            |               |                 |           |                                            |         |
| 16 tháng 1  | Chunhyangjeon              | 춘향전        | Lee Gyu-hwan    |           | Phim tình cảm, lịch sử                     | [ 1 ]   |
| 16 tháng 1  | Dream                      | 꿈            | Shin Sang-ok    |           | Lịch sử Phim truyền hình                   | [ 2 ]   |
| 26 tháng 4  | The Battle line of Freedom | 자유전선      | Kim Hong        |           | Hành động, chiến tranh                     | [ 3 ]   |
| 12 tháng 5  | The Everlasting Love       | 구원의 애정   | Min Kyoung-sik  |           | Phim tình cảm                              | [ 4 ]   |
| 24 tháng 5  | Second Start               | 제2의 출발    | Chung Chang-wha |           | Phim truyền hình, giác ngộ                 | [ 5 ]   |
| 11 tháng 6  | The Boxes of Death         | 죽음의 상자   | Kim Ki-young    |           | Phim truyền hình, chống chủ nghĩa cộng sản | [ 6 ]   |
| 13 tháng 8  | Passionate Love            | 열애          | Hong Seong-ki   |           | Phim tình cảm                              | [ 7 ]   |
| 23 tháng 9  | Piagol                     | 피아골        | Lee Kang-cheon  |           | Phim truyền hình, chống chủ nghĩa cộng sản | [ 8 ]   |
| 13 tháng 10 | Yangsan Province           | 양산도        | Kim Ki-young    |           | Phim tình cảm, lịch sử                     | [ 9 ]   |
| 25 tháng 11 | Sad Story of a Head Cutter | 망나니비사    | Kim Seong-min   |           | Phim tình cảm, lịch sử                     | [ 10 ]  |
| 30 tháng 11 | The Youth                  | 젊은 그들     | Shin Sang-ok    |           | Lịch sử, hành động                         | [ 11 ]  |
| 10 tháng 12 | The Widow                  | 미망인        | Park Nam-ok     |           | Phim tình cảm                              | [ 12 ]  |
| ?           | Marriage Check-up          | 결혼진단      | Lee Man-heung   |           | Phim tình cảm, hài hước                    | [ 13 ]  |
| ?           | The Castle of Hatred       | 원한의 성     | Lee Man-heung   |           | Phim tình cảm, chống chủ nghĩa cộng sản    | [ 14 ]  |
| ?           | The Hill of Immortal Bird  | 불사조의 언덕 | Jeon Chang-keun |           | Giác ngộ, chiến tranh                      | [ 15 ]  |